# Luis Paulino Siles
Luís Paulino Siles Calderón (né le 13 décembre 1941) est un ancien arbitre costaricien de football. 

## Carrière
Il a officié dans des compétitions majeures :
- JO 1980 (1 match)
- Coupe intercontinentale 1981
- Coupe du monde de football de 1982 (2 matchs)
- JO 1984 (2 matchs)